# Samthar
Samthar is een stad en gemeente in het district Jhansi van de Indiase staat Uttar Pradesh. 

## Demografie
Volgens de Indiase volkstelling van 2001 wonen er 20.227 mensen in Samthar, waarvan 53% mannelijk en 47% vrouwelijk is. De plaats heeft een alfabetiseringsgraad van 55%.